# Thống chế tối cao Đế chế
Thống chế tối cao Đế chế (tiếng Ý: Primo Maresciallo dell'Impero) là một cấp bậc quân sự được thành lập bởi Nghị viện Ý vào ngày 30 tháng 3 năm 1938. Là cấp bậc cao nhất trong quân đội Ý, nó chỉ được trao cho vua Victor Emmanuel III và Duce Benito Mussolini. Cấp bậc này đã bị bãi bỏ sau Thế chiến thứ hai.
Quyết định của Mussolini tạo ra cho mình và nhà vua một cấp bậc quân sự mới đã gây ra một mâu thuẫn giữa ông ta và Victor Emmanuel III. Lần đầu tiên trong lịch sử Nhà Savoy, Thủ tướng Ý có một cấp bậc ngang bằng với người đứng đầu hoàng gia, cho phép ông ta nắm quyền chỉ huy tối cao lực lượng vũ trang Ý, một đặc quyền của nhà vua theo quy định của Statuto Albertino.